# مجلس الشعب الأعلى (اليمن الجنوبي)
مجلس الشعب الأعلى هو المجلس التشريعي لدولة جمهورية اليمن الديمقراطية الشعبية. وفقاً لدستور 1970م، انيطت السلطة التشريعية بمجلس الشعب الأعلى أحادي الغرفة. يتالف المجلس من 111 عضواً منتخباً. تمت الموافقة على نسخة معدلة من دستور 1970 من قبل مجلس الشعب الأعلى في أكتوبر 1978.
في حين أن نظام الحزب الواحد منع ترشيح الأحزاب الأخرى، فقد تم تقديم العديد من المرشحين المستقلين من غير أعضاء الحزب الاشتراكي اليمني. وأجريت أول انتخابات لتحديد تركيبة مجلس الشعب الأعلى في ديسمبر 1978، وفاز 71 عضوا من الحزب الاشتراكي و40 مستقلا. بالنظر إلى الدور المهيمن للحزب الاشتراكي في الدولة، عكست سياسات المجلس عمومًا التوجيهات المستوحاة من الحزب. يجتمع مجلس الشعب حوالي أربع مرات في السنة، وتُجرى انتخابات كل خمس سنوات.
في الفترة من 1978-1990، كان الشخص المسؤول عن هيئة رئاسة مجلس الشعب الأعلى هو نفسة رئيس جمهورية اليمن الديمقراطية الشعبية.

## رئيس هيئة رئاسة المجلس
| الاسم                    | بداية الفترة  | نهاية الفترة  | ملاحظات |
| ------------------------ | ------------- | ------------- | ------- |
| عبدالفتاح إسماعيل الجوفي | 1970          | 21 أبريل 1980 |         |
| علي ناصر محمد            | 21 أبريل 1980 | 24 يناير 1986 | [ 3 ]   |
| حيدر أبوبكر العطاس       | 24 يناير 1986 | 22 مايو 1990  | [ 3 ]   |